# Прохватилов, Иван Васильевич
Иван Васильевич Прохватилов (5 мая 1907 — декабрь 1978) — капитан 2-го ранга ВМФ СССР, водолаз-разведчик. В годы Великой Отечественной войны — командир роты особого назначения при разведотделе штаба Балтийского флота (предшественника боевых пловцов ВМФ СССР и ВМФ России), участник обороны Ленинграда. За время войны был дважды ранен. После войны работал водолазным специалистом аварийно-спасательного отдела и начальником лаборатории спецназа в одном из институтов ВМФ.
Дважды кавалер ордена Красного Знамени, кавалер ордена Отечественной войны II степени и ордена «Знак Почёта».

## Довоенные годы
Иван Васильевич Прохватилов родился 5 мая 1907 года в деревне Лосёвка (Лосивка) Ахтырского уезда Харьковской губернии (позже Ахтырский район Сумской области). Украинец. Учился в церковно-приходской школе, однако во втором классе ввязался в драку с детьми местного лавочника, был отчислен из школы и остался помогать отцу по хозяйству. Во время Гражданской войны был свидетелем многочисленных налётов махновцев.
В 1925 году Прохватилов работал шахтёром в Донбассе. В 1927—1929 годах служил на Черноморском флоте, после окончания службы поступил в Балаклавский военно-морской водолазный техникум, где учился с декабря 1931 по август 1932 годов. Член ВКП(б) с 1930 года. В августе 1932 года он как тяжелый водолаз ЭПРОНа был назначен старшиной водолазной станции в порт Владивостока на строительство гидротехнических сооружений. В 1933 году на пароходе «Свердловск» он участвовал в переходе Владивосток-Колыма, во время аварии во льдах неоднократно спускался под воду для ремонта рулевого управления.
Позже Прохватилову стали поручать ответственные подрывные работы под водой. В частности, он принимал участие в подрыве скалы на побережье острова Сахалин для освобождения севшего на мель парохода «Сталинград». Участвовал в спасении парохода «Кузнец Лесов» в Южно-Китайском море. Участвовал в строительстве подводной части пирсов во Владивостоке и в Совгавани (Ванино). В 1936 году под руководством начальника ЭПРОНа Фотия Крылова как один из лучших водолазов-стахановцев прошёл подготовку за курс средней школы. В Тихоокеанской экспедиции ЭПРОН служил до декабря 1936 года. С декабря 1936 по декабрь 1938 годов продолжал учёбу в Балаклавском техникуме. С декабря 1938 по июль 1941 года — курсант Высшего военно-морского училища имени Фрунзе. Окончание параллельных классов училища совпало с началом Великой Отечественной войны: звание лейтенанта было присвоено Прохватилову сразу же после выпуска.

## В годы войны

### Командир роты особого назначения
С июля по ноябрь 1941 года Прохватилов формально был командиром морской водолазной роты Балтийской экспедиции ЭПРОНа ВМФ. В то же время в июле началась эвакуация водолазной школы из Выборга, и Крылов выдвинул предложение создать на основе школы водолазов подразделение для ведения разведки и диверсий, которое было одобрено адмиралом Иваном Исаковым. В соответствии с приказом наркома ВМФ от 11 августа 1941 года при разведывательном отделе Балтийского флота была сформирована Рота особого назначения (сокращённо РОН, или ОСНАЗ РО ШКБФ) численностью 146 человек.
Рота была укомплектована командирами и водолазами, получившими специальную подготовку в Военно-морской медицинской академии и подразделениях ЭПРОНа. Командиром роты в ноябре был назначен имевший звание лейтенанта Прохватилов: рекомендацию направил Крылов, просмотревший несколько десятков личных дел водолазов. Прохватилов лично проводил обучение старшин и матросов легководолазному делу при помощи политрука Маценко. По свидетельствам очевидцев, Прохватилов отличался громадными габаритами (рост 198 см, вес 128 кг), украинским выговором и внушительной молчаливой суровостью. Между собой подчинённые называли его Батей. Сам он рассказывал, что в первый год существования отряда к нему по телефону от командования поступали противоречащие друг другу распоряжения: к примеру, передать личный состав роты на пополнение в стрелковый полк — и не допускать перевода водолазов в другие части. В итоге Прохватилов приказал связисту оборвать телефонные провода, чтобы подобные требования более не поступали.

### Участие роты в боевых действиях
Всего за годы Великой Отечественной войны под руководством Прохватилова ротой было проведено 200 разведывательно-диверсионных операций. Об участии роты Прохватилова в ряде конкретных операций, состоявшихся во время битвы за Ленинград, упоминается в воспоминаниях П. И. Капицы «В море погасли огни. Блокадные дневники»: встреча автора с командиром роты датируется 2 декабря 1942 года. Один из первых эпизодов с участием Прохватилова в боях пришёлся на сентябрь 1941 года, когда рота участвовала в Шлиссельбургском десанте. Согласно официальным документам, с 22 по 25 сентября Прохватилов выполнял задание в немецком тылу, уничтожив группу солдат и огневую точку. Это происходило в рамках Шлиссельбургского десанта, в ходе которого РОН должна была отвлечь силы немцев и нанести свой удар, однако из-за простудных заболеваний у разведчиков и отсутствия связи оказать всю помощь боевые пловцы не смогли. Многие из моряков, участвовавших в нанесении основного удара по немецким позициям, погибли в боях. В дальнейшем Прохватилов установил для своих подчинённых правило: о сути любой планируемой операции должен знать только командир.
В самом начале блокады Ленинграда усилиями РОН была проведена разведка маршрута ледовой трассы через Ладожское озеро, что положило начало функционированию «Дороги жизни». На их счету и были подрыв построенной немцами пристани в Петергофе, состоявшийся осенью 1942 года, и уничтожение катеров итальянской 10-й флотилии MAS в районе Стрельны: 5 октября 1943 года капитан-лейтенант Прохватилов, командуя группой лёгких водолазов-разведчиков, взорвал пост СНиС противника в районе Петергоф-Стрельны, который передавал немцам сведения о перемещении советских кораблей на линии Ленинград-Кронштадт, и уничтожил несколько катеров. В начале августа 1944 года имевший звание капитана 3-го ранга Прохватилов участвовал в операции по подъёму секретных материалов с немецкой подводной лодки U-250, потопленной морским охотником «МО-103» под командованием А. Коленко. Были обнаружены бортовой журнал, шифровальная машина «Энигма» и две торпеды T-5 Zaunkönig с системой акустического самонаведения. Его бойцы также участвовали в поиске на заводе «Пишмаш» радиоаппаратуры для запуска ракет V-1 и последующей ликвидации аппаратуры, в операции по захвату документов немецкого штаба в Гатчине в канун советского наступления и других заданиях.
За всю войну Прохватилов был дважды ранен: он получил тяжёлое ранение в начале июня 1944 года при подготовке к наступлению РККА на Карельском перешейке, но, несмотря на это, отправился на поиски потопленной немецкой субмарины. Звания лейтенанта, старшего лейтенанта, капитан-лейтенанта и капитана 3-го ранга ему присваивались досрочно благодаря личному участию во многих операциях. В аттестации за 1944 год характеризовался следующим образом:

Инициативный, смелый, решительный офицер. Умело руководит личным составом в бою, требователен к себе и подчинённым. В результате хорошей организации его подразделение является одним из лучших.

### Расформирование роты
Осенью 1944 года командование ВМФ стало рассматривать возможность расформирования роты особого назначения как невостребованной в мирное время части. 2 октября начальник Разведывательного управления Главного морского штаба (РУ ГМШ) контр-адмирал Михаил Воронцов направил начальнику штаба Балтийского флота контр-адмиралу Анатолию Петрову письмо с предложением расформировать РОН как невостребованную часть и передать её имущество ЭПРОН. Против решения выступили многие руководители Балтийского флота, а Прохватилов лично обратился к Воронцову с просьбой сохранить легководолазное подразделение в мирное время и предложил создать на базе роты специальную школу, которая могла бы готовить водолазов-разведчиков, разрабатывать снаряжение, заниматься техническим обеспечением и развитием методов разведки. Однако обращения Прохватилова, как и многих других военачальников, были проигнорированы.
14 октября 1945 года командующий Краснознамённым Балтийским флотом адмирал Исаков издал приказ о расформировании Роты особого назначения. 20 октября руководство разведывательного отдела штаба Краснознамённого Балтийского флота собрало личный состав роты на торжественное прощание. Капитан 2-го ранга Прохватилов произнёс небольшую речь, поблагодарив личный состав за проявленные во время войны качества и за честно выполненный воинский долг, а также выразил надежду на то, что опыт роты в дальнейшем пригодится при становлении новых разведывательно-диверсионных подразделений:

Мы сделали всё, что могли, и даже больше. Надеюсь, что на новом месте службы или работы вы не уроните честь и достоинство разведчика, которые были завоёваны нами в жестокой войне. Верьте мне, придёт время, и о нашей роте ещё вспомнят с глубокой благодарностью, потому что мы в новой морской профессии были первопроходцами и новые роты пойдут по нашим стопам, но уже хорошо обученные и оснащённые. Мы будем горды, если наш боевой опыт сохранится и поможет становлению новых подразделений.

Формально Прохватилов оставался командиром РОН до января 1946 года. Воссоздание боевых пловцов в структуре ВМФ СССР состоялось только в 1956 году.

## Послевоенное время
С января по сентябрь 1946 года Прохватилов был начальником военно-водолазной школы Главного военно-речного управления ВМФ, с сентября 1946 по февраль 1947 года находился в распоряжении командующего Балтийским флотом. С февраля 1947 по февраль 1951 годов работал водолазным специалистом аварийно-спасательного отдела 4 ВМФ. С февраля 1951 по март 1953 годов занимал должность старшего научного сотрудника 1-й лаборатории 4-го отдела Института № 11 ВМФ. Лаборатория работала над созданием водолазного снаряжения особого назначения («ВСОН»): для этого снаряжения был создан регенеративный бесследный водолазный аппарат разведчика ВАР-52, который позволял скрытно ходить и работать под водой на небольших глубинах в течение 10 часов.
Звание капитана 2-го ранга Прохватилов получил 24 апреля 1948 года. В марте 1953 года по болезни ушёл в запас (у него был диагностирован диабет), официально закончил службу 20 апреля 1953 года. Позже переехал в деревню Черново Ленинградской области, где построил дом на берегу реки. Он был избран секретарём партийной организации колхоза имени 18-го съезда партии и на протяжении полутора десятков лет помогал восстанавливать разрушенное хозяйство колхоза. У самого Ивана Васильевича на участке были пасека, небольшая кроличья ферма, а в реке стояли верши для ловли рыбы. В дальнейшем он неоднократно выступал в окрестных школах с рассказами о войне, а также встречался с фронтовыми друзьями и журналистами.
В 1976 году попал в больницу в связи с подозрением на инфаркт. Умер в декабре 1978 года в деревне Черново от последствий перенесённого инфаркта, там же и был похоронен.

## Награды

### Ордена
- Орден Красного Знамени (дважды)[9][f]:
  - 13 ноября 1941 года[23][g][h]
  - 15 ноября 1950 года[23][25]
- Орден Отечественной войны II степени[2][16] (28 октября 1943[23][i]) — за образцовое выполнение боевых заданий по борьбе с немецкими захватчиками и проявленные при этом доблесть и мужество[j]
- Орден Красной Звезды (дважды)[2][9]:
  - 3 ноября 1944 года[23][27] — за долгосрочную и безупречную службу[k]
  - 17 февраля 1945 года[23][l][m] — за образцовое выполнение боевых заданий по борьбе с немецкими захватчиками и проявленные при этом доблесть и мужество[n]
- Орден «Знак Почёта» (23 декабря 1935 года[23])

### Медали
- Медаль «За оборону Ленинграда»[16][8] (22 декабря 1942 года)[23][30]
- Медаль «За победу над Германией в Великой Отечественной войне 1941-1945 гг.» (9 мая 1945 года[23][o])
- Медаль «Ветеран труда»[5]
- Медаль «В ознаменование 100-летия со дня рождения Владимира Ильича Ленина»[21]

## Комментарии
1. ↑  По данным В. М. Лурье и документов учётно-послужной картотеки, родился в городе Лебедин Харьковской губернии[3][4].
2. ↑  По данным учётно-послужной картотеки, поступил на воинскую службу 23 августа 1929 года[4].
3. ↑  В. М. Лурье называет другую цифру — 148 человек[3].
4. ↑  Ныне 40 ГНИИ аварийно-спасательного дела, водолазных и глубоководных работ[5].
5. ↑  По другим данным, похоронен в Гатчине на городском кладбище[9].
6. ↑  В. Тюрин упоминает три ордена[5], у В. М. Лурье указаны годы их получения — 1941, 1943, 1951[2].
7. ↑  Представлен к награде 3 октября 1941 года, источник: ЦАМО. Ф. 88. Оп. 2. Д. 500. Л. 296[24].
8. ↑  Согласно разным документальным источникам, в 1941 году представлялся к награде с формулировками за руководство боевой операцией по прорыву линии фронта в районе Шлиссельбурга[8] или за участие в Ладожской десантной операции[16].
9. ↑  Представлен к награде 11 октября 1943 года (изначально — орден Красного Знамени), источник: ЦАМО. Ф. 88. Оп. 2. Д. 500. Л. 298[8].
10. ↑  Источник: ЦВМА. Ф. 3. Оп. 1. Д. 587, 621. Л. 244[26].
11. ↑  Источник сведений о награждении: ЦВМА. Ф. 3. Оп. 1. Д. 1149, 807. Л. 36[28]. Аттестация и представление к награде состоялись 11 сентября 1944 года, источник: ЦАМО. Ф. 88. Оп. 2. Д. 500. Л. 232[17].
12. ↑  У В. М. Лурье указан 1946 год[2].
13. ↑  Представлен к награде 30 января 1945 года, источник: ЦАМО. Ф. 88. Оп. 2. Д. 500. Л. 294[16].
14. ↑  Источник: ЦВМА. Ф. 3. Оп. 1. Д. 1209, 1286. Л. 84[29].
15. ↑  Награждение произведено 14 мая 1946 года, источник: ЦАМО. Ф. 88. Оп. 2. Д. 681. Л. 128[31].